# Phryganopteryx convergens
Phryganopteryx convergens är en fjärilsart som beskrevs av De Toulgoët 1958. Phryganopteryx convergens ingår i släktet Phryganopteryx och familjen björnspinnare. Inga underarter finns listade i Catalogue of Life.